# Роберсонвілл (Північна Кароліна)
Роберсонвілл (англ. Robersonville) — місто (англ. town) в США, в окрузі Мартін штату Північна Кароліна. Населення — 1269 осіб (2020).

## Географія
Роберсонвілл розташований за координатами 35°49′29″ пн. ш. 77°15′11″ зх. д. / 35.82472° пн. ш. 77.25306° зх. д. (35.824779, -77.252949).  За даними Бюро перепису населення США в 2010 році місто мало площу 3,17 км², уся площа — суходіл.

## Демографія
Згідно з переписом 2010 року, у місті мешкало 1488 осіб у 677 домогосподарствах у складі 412 родин. Густота населення становила 469 осіб/км².  Було 799 помешкань (252/км²).
Расовий склад населення:
| - 66,6 % — чорних або афроамериканців - 30,2 % — білих - 0,6 % — корінних американців - 0,6 % — азіатів - 1,3 % — осіб інших рас |

До двох чи більше рас належало 0,7 %. Частка іспаномовних становила 2,8 % від усіх жителів.
За віковим діапазоном населення розподілялося таким чином: 19,0 % — особи молодші 18 років, 57,3 % — особи у віці 18—64 років, 23,7 % — особи у віці 65 років та старші. Медіана віку мешканця становила 49,9 року. На 100 осіб жіночої статі у місті припадало 80,4 чоловіків;  на 100 жінок у віці від 18 років та старших — 74,4 чоловіків також старших 18 років.
Середній дохід на одне домашнє господарство  становив 40 066 доларів США (медіана — 31 875), а середній дохід на одну сім'ю — 47 226 доларів (медіана — 38 750). Медіана доходів становила 28 235 доларів для чоловіків та 26 786 доларів для жінок. За межею бідності перебувало 22,0 % осіб, у тому числі 38,7 % дітей у віці до 18 років та 15,4 % осіб у віці 65 років та старших.
Цивільне працевлаштоване населення становило 610 осіб. Основні галузі зайнятості: виробництво — 36,7 %, освіта, охорона здоров'я та соціальна допомога — 17,7 %, фінанси, страхування та нерухомість — 9,5 %, роздрібна торгівля — 9,2 %.